# Elisabeth-II.-Statue (Runnymede)

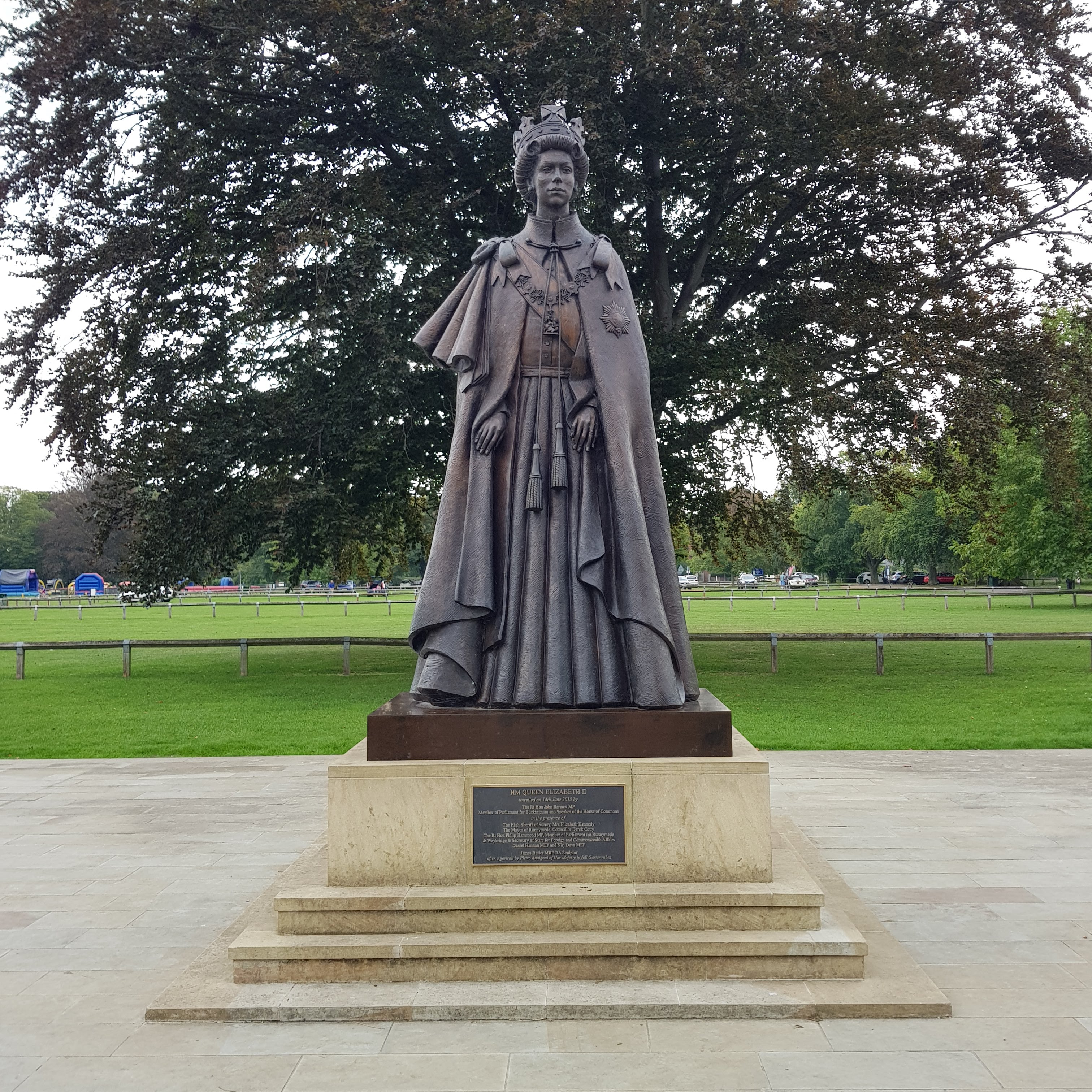
Elisabeth-II.-Statue in Runnymede

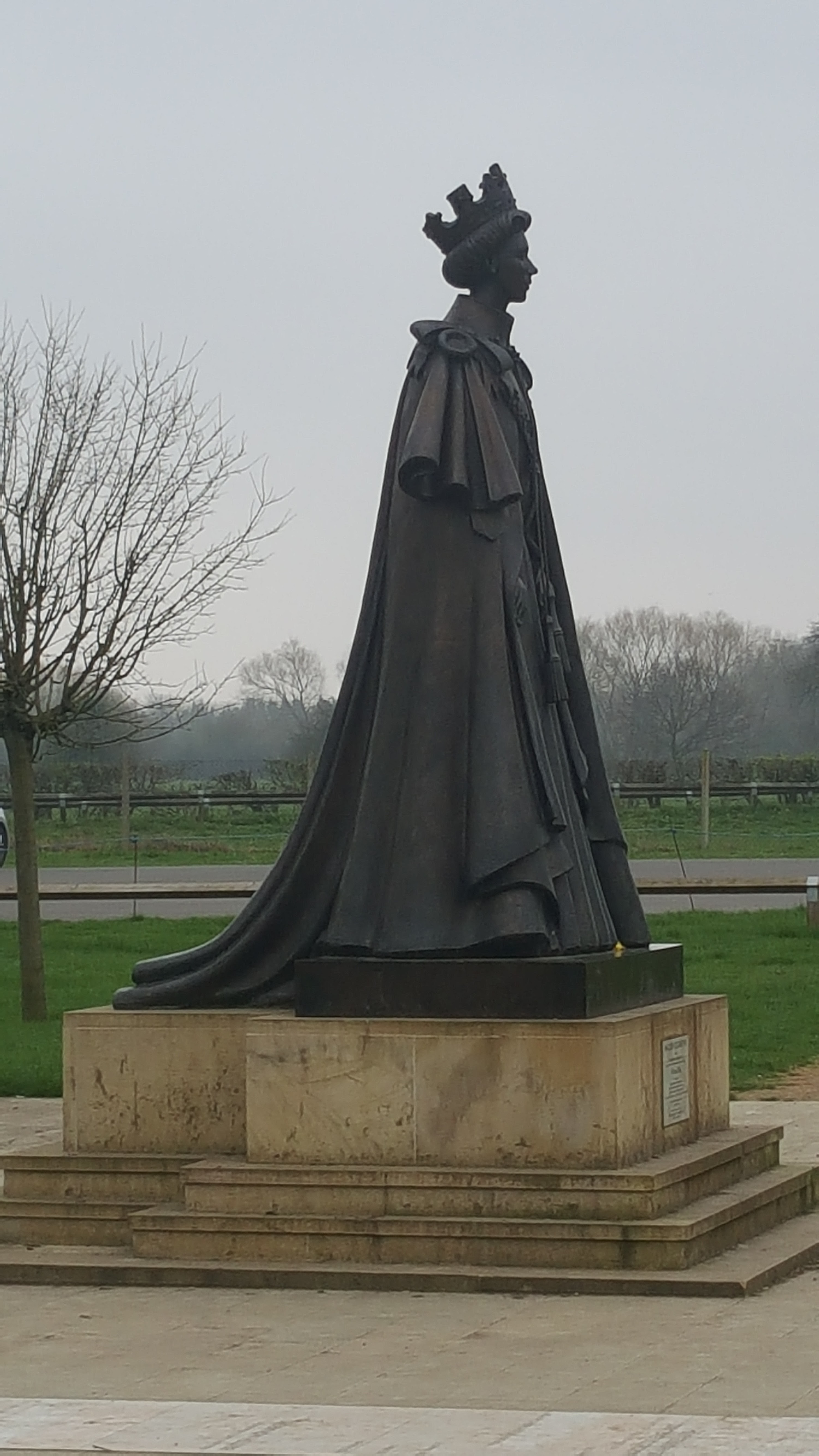
Elisabeth-II.-Statue (Seitenansicht)

Die Elisabeth-II.-Statue ist ein 2015 von dem Bildhauer James Walter Butler geschaffenes Denkmal, das Elisabeth II. (1926–2022), die Königin des Vereinigten Königreichs Großbritannien und Nordirland sowie von 14 weiteren, als Commonwealth Realms bezeichneten souveränen Staaten darstellt und sich am Ufer der Themse in Runnymede in der Grafschaft Surrey in England befindet.

## Geschichte
Anlässlich der Feierlichkeiten zum 800. Jahrestag der Besiegelung der Magna Carta wurde die Errichtung einer Statue von Elisabeth II. geplant. Dazu wurde von Sponsoren ein Betrag von  £300.000 für die Statue eingesammelt, die nach Fertigstellung als Geschenk von der Magna Carta Legacy Ltd. an den Runnymede Pleasure Ground Trust übergeben wurde. Die Statue wurde am 14. Juni 2015 von John Bercow, dem Sprecher des House of Commons  enthüllt. Hergestellt wurde sie von dem Bildhauer James Walter Butler, der Gemälde des italienischen Kunstmalers Pietro Annigoni von 1954 und 1969 als Vorlage verwendete.

## Beschreibung
Die ca. vier Meter hohe Statue  von Elisabeth II. wurde aus Bronze gefertigt. Die Königin ist in einer frühen Phase ihrer Regentschaft dargestellt, ist reich dekoriert gekleidet (full garter robes) und trägt einen weiten Mantelumhang. Die Elisabeth-II.-Statue in Gravesend zeigt sie in nahezu identischer Kleidung, das Antlitz entspricht dort hingegen einer späteren Lebensphase. Auf dem Kopf trägt sie in Runnymede ein Diamond Diadem. Das Standbild steht auf einem achteckigen Steinsockel. Auf der Vorderseite des Sockels befindet sich eine Platte, die im oberen Teil die Inschrift „HM QUEEN ELIZABETH II / unveiled 14th June 2015“ enthält. Darunter folgen die Namen von Politikern, Gästen und Sponsoren. Im unteren Teil der Platte steht: „James Butler MBA RA Sculptor / after a portrait by Pietro Annigoni of Her Majesty in full Garter robes“.
Vor dem Denkmal ist eine Steinplatte mit Textauszügen der Magna Carta von 1215 im Boden eingelassen.